# 长风新村街道
长风新村街道，是中华人民共和国上海市普陀區下辖的一个乡镇级行政单位。面积5.97平方公里。户籍人口9.83万人（2009年6月底）。2000年5月，白玉路街道併入长风新村街道。

## 行政区划
长风新村街道下辖以下居委会：
曹家巷社区、中山桥社区、师大一村社区、新渡口社区、长风一村社区、长风二村第一社区、长风三村社区、长风四村第一社区、大渡河路九十五弄社区、长风四村第二社区、长风二村第二社区、锦绿新城社区、曹家村社区、白玉新村第一社区、白玉新村第二社区、普陀四村第一社区、普陀四村第二社区、普陀二村社区、金沙新村社区、隆德社区、海鑫公寓社区、师大三村社区、中江社区、清水湾社区、世纪同乐社区、紫御豪庭社区和雅仕汇都社区。